# فاطمة بهلوي
فاطمة بهلوي (بالفارسية: فاتيميه پاهلاڤى) (30 أكتوبر 1928 – 2 يونيو 1987)، هي ابنة رضا شاه بهلوي وأخت غير شقيقة للشاه محمد رضا بهلوي. كانت عضوا في سلالة بهلوي.

## النشأة والتعليم
ولدت فاطمة بهلوي في طهران في 30 أكتوبر 1928. كانت الطفلة العاشرة للشاه رضا بهلوي وزوجته الرابعة والأخيرة عصمت دولتشاهي. كانت والدتها من سلالة قاجار حيث تزوجت والدتها الشاه عام 1923. كانت فاطمة شقيقة كلا من عبد الرضا بهلوي ومحمود رضا بهلوي وحميد رضا بهلوي.
عاشت هي وإخوتها في قصر مرمر في طهران مع والديهم. والتحقت بمدرسة أنوشيروان العادل للبنات في طهران للدراسة.

## أنشطة
في عهد أخيها غير الشقيق محمد رضا بهلوي ، كانت فاطمة بهلوي تمتلك ناديًا للبولينج وكان لها تعاملات تجارية وكان لديها حصص في شركات البناء والتشيد وشركات إنتاج الزيوت النباتية وشركات هندسية. كما كان لديها ثروة تقدر بنحو 500 مليون دولار خلال تلك الفترة. شاركت بهلوي أيضًا في أنشطة تتعلق بالتعليم العالي في إيران.

## الحياة الشخصية
تزوجت فاطمة بهلوي مرتين فتزوجت من فنسنت لي هيللير (1924 – 7 يوليو 1999) في حفل مدني في سيفيتافيكيا ، إيطاليا ، في 13 أبريل 1950و اعتنق هيللير الإسلام. وفي 10 مايو، تزوجا في حفل ديني في السفارة الإيرانية في باريس. كان هيللير صديق لشقيقها عبد الرضا بهلوي. التقت فاطمة هيلير في إيران خلال زيارة الأخير للبلاد. لم يؤيد الشاه محمد رضا بهلوي هذا الزواج، ربما بسبب ردود الأفعال السلبية في إيران الرافضة لهذا الزواج الذي رآه البعض غير مناسب. كان لديهم ثلاثة أطفال ، ابنان هم كيفان ودريوش ، وابنة واحدة هي رنا التي توفيت اثر حادث سقوط وهي طفلة عام 1954. تم الطلاق في سبتمبر 1959.
بعد طلاقها من هيلير، تزوجت من محمد أمير خاتمي، قائد القوات الجوية الإيرانية، في 22 نوفمبر 1959. حضر الشاه وخطيبته آنذاك فرح ديبا حفل الزفاف.
كان لديهم ولدان، كامبيز (مواليد 1961) ورامين (مواليد 1967)، وابنة باري (مواليد 1962). غادرت بهلوي إيران قبل ثورة 1979.و خلال سنواتها الأخيرة ، كانت تعيش في لندن.

## تاج شعاع الشمس
في حفل تتويج الشاه لزوجته فرح ديبا بلقب الشهبانو عام 1967، ارتدت فاطمة بهلوي تاج شعاع الشمس وكانت أول شخص معروف يرتديه. وهذا التاج يعد من تحف المجوهرات الإيرانية النادرة.

## الوفاة
توفيت بهلوي عن عمر يناهز الثماني والخمسون عامًا في 2 يونيو 1987 بالعاصمة الإنجليزية لندن، وقد شيع جثمانها أبناؤها الأربعة.

## مراتب الشرف

### الوطنية
- Dame Grand Cordon Imperial Order of the Pleiades, 2nd Class الوسام الإمبراطوري من الدرجة الثانية [8]

### الأجنبية
- وسام الصليب الأكبر من جمهورية ألمانيا الاتحادية (21 أكتوبر 1965).[8]